# Jaafra
Jaafra (franska: Jaafra (CR), Jaafra (Commune Rurale), arabiska: بوشان) är en kommun i Marocko.   Den ligger i provinsen Rehamna och regionen Marrakech-Safi, 200 km söder om huvudstaden Rabat. Antalet invånare är 10 060.